# سرای وکیل‌الدوله
سرای وکیل الدوله مربوط به دوره قاجار است و در کرمانشاه، خیابان مدرس، راسته بازار کرمانشاه واقع شده و این اثر در تاریخ ۱۲ دی ۱۳۸۶ با شمارهٔ ثبت ۲۰۴۹۱ به‌عنوان یکی از آثار ملی ایران به ثبت رسیده است.

## ویژگی‌های بنا
سراها در مجموعه بازارهای سنتی قرار دارد و بازارها در کنار مساجد آدینه قرار گرفته و حمام و کاروان‌سرا نیز در کنار این مجموعه قرار می‌گرفته است و دارای معماری زیبایی است. معمار این سرا در عین حال خط آسمان و خط افق ویژه را ترسیم کرده و در بخش جنوبی قرار گرفته است. در حجم اصلی سرای وکیل‌الدوله ابتدا حیاط و بعد سایر جزئیات بنا دیده می‌شود که در این بنا احجام پیچیده از ترکیب و تجزیه احجام ساده به‌وجود آمده و سازمان حجمی بنا از سازمان کلی فضا تبعیت می‌کند.

## وکیل‌الدوله
وكيل الدوله از رجال دوره قاجار و نماينده سياسي دولت انگليس در غرب كشور يعني  استان كرمانشاه انتخاب شد. أيشان ١٢ سال این سمت را بر عهده داشت. پس از او هم پسرش كه به وی وكيل الدوله دوم (عبدالرحيم) می‌گفتند، به عنوان نمایندۀ بریتانیا در کرمانشاه انتخاب شد که ١١ سال این سمت را عهده دار بود.
سرای وکیل الدوله در تاریخ ۵ آبان ۱۳۹۸ هجری شمسی مصادف با بیست و هشت صفر توسط ستاد مردمی کار آفرینی کرمانشاه ۲۰۲۰ و تولیت موقوفه،محمد رضا پالیزی با همکاری سازمان فرهنگی هنری شهرداری و چندین نهاد و اداره دولتی دیگر ،طی مراسمی آیینی و مذهبی احیا گردید.